# Balanophyllia
Balanophyllia Wood, 1844 è un genere di madrepore della famiglia Dendrophylliidae.

## Tassonomia
Il genere comprende le seguenti specie:
- Balanophyllia bairdiana Milne-Edwards & Haime, 1848
- Balanophyllia bayeri Cairns, 1979
- Balanophyllia bonaespei van der Horst, 1938
- Balanophyllia buccina Tenison-Woods, 1878
- Balanophyllia capensis Verrill, 1865
- Balanophyllia caribbeana Cairns, 1977
- Balanophyllia carinata (Semper, 1872)
- Balanophyllia cedrosensis Durham, 1947
- Balanophyllia cellulosa Duncan, 1873
- Balanophyllia chnous Squires, 1962
- Balanophyllia corniculans (Alcock, 1902)
- Balanophyllia cornu Moseley, 1881
- Balanophyllia crassiseptum Cairns & Zibrowius, 1997
- Balanophyllia crassitheca Cairns, 1995
- Balanophyllia cumingii Milne-Edwards & Haime, 1848
- Balanophyllia cyathoides (De Pourtalès, 1871)
- Balanophyllia dentata Tenison-Woods, 1879
- Balanophyllia desmophyllioides Vaughan, 1907
- Balanophyllia diademata van der Horst, 1927
- Balanophyllia diffusa Harrison & Poole, 1909
- Balanophyllia dilatata Dennant, 1904
- Balanophyllia dineta Cairns, 1977
- Balanophyllia diomedeae Vaughan, 1907
- Balanophyllia dubia (Semper, 1872)
- Balanophyllia eguchi Wells, 1982
- Balanophyllia elegans Verrill, 1864
- Balanophyllia elliptica (Tenison-Woods, 1878)
- Balanophyllia elongata (Moseley, 1881)
- Balanophyllia europaea (Risso, 1826)
- Balanophyllia floridana De Pourtalès, 1868
- Balanophyllia galapagensis Vaughan, 1907
- Balanophyllia gemma (Moseley, 1881)
- Balanophyllia gemmifera Klunzinger, 1879
- Balanophyllia generatrix Cairns & Zibrowius, 1997
- Balanophyllia gigas Moseley, 1881
- Balanophyllia hadros Cairns, 1979
- Balanophyllia imperialis Kent, 1871
- Balanophyllia incisa Crossland, 1952
- Balanophyllia iwayamaensis Abe, 1938
- Balanophyllia laysanensis Vaughan, 1907
- Balanophyllia malouiensis Squires, 1961
- Balanophyllia merguiensis Duncan, 1889
- Balanophyllia palifera De Pourtalès, 1878
- Balanophyllia parallela (Semper, 1872)
- Balanophyllia parvula Moseley, 1881
- Balanophyllia pittieri Vaughan, 1919
- Balanophyllia ponderosa van der Horst, 1926
- Balanophyllia profundicella Gardiner, 1899
- Balanophyllia rediviva Moseley, 1881
- Balanophyllia regalis (Alcock, 1893)
- Balanophyllia regia Gosse, 1860
- Balanophyllia scabra Alcock, 1893
- Balanophyllia scabrosa (Dana, 1846)
- Balanophyllia serrata Cairns & Zibrowius, 1997
- Balanophyllia stimpsonii (Verrill, 1865)
- Balanophyllia taprobanae Bourne, 1905
- Balanophyllia tenuis van der Horst, 1922
- Balanophyllia teresCairns, 1994
- Balanophyllia thalassae Zibrowius, 1980
- Balanophyllia wellsi Cairns, 1977
- Balanophyllia yongei Crossland, 1952